# Csormolya
A csormolya (Melampyrum) az ajakosvirágúak (Lamiales) rendjébe, a vajvirágfélék (Orobanchaceae) családjába tartozó növénynemzetség. Lágyszárú, egynyári növények tartoznak ide.
A nemzetség tudományos neve onnan származik, hogy magjai a búza közé keveredve megfeketítették a kenyeret (görög melas = fekete, pyros = búza).
Parazita növények, szívógyökereikkel a gazdanövény gyökeréből vizet és ásványi anyagokat szívnak el, bár gazdanövény nélkül is képesek életben maradni, így fotoszintetizálnak is (gyökérparazita, félparazita, fakultatív parazita). Mintegy 10-20 faj tartozik ide.
Fajlista (nem teljes):
- Melampyrum arvense (mezei csormolya). Európa
- Melampyrum barbatum (szakállas csormolya). Európa
- Melampyrum cristatum (tarajos csormolya). Európa
- Melampyrum klebelsbergianum. Ázsia
- Melampyrum laxum. Ázsia
- Melampyrum lineare Észak-Amerika
- Melampyrum nemorosum (kéküstökű csormolya). Európa
  - Melampyrum nemorosum subsp. debreceniense vagy Melampyrum debreceniense (debreceni csormolya)
- Melampyrum pratense (réti csormolya). Európa
- Melampyrum roseum. Ázsia
- Melampyrum sylvaticum (erdei csormolya). Európa

Teljesebb fajlista: Pflanzeneinkaufsführer für Europa.

## Fordítás
- Ez a szócikk részben vagy egészben a Melampyrum című angol Wikipédia-szócikk ezen változatának fordításán alapul.  Az eredeti cikk szerkesztőit annak laptörténete sorolja fel. Ez a jelzés csupán a megfogalmazás eredetét és a szerzői jogokat jelzi, nem szolgál a cikkben szereplő információk forrásmegjelöléseként.